# Simonyi Károly Szakkollégium

## A szakkollégium célja
A Simonyi Károly Szakkollégium lehetőséget nyújt a BME Villamosmérnöki és Informatikai Karának hallgatói számára az egyetemi tanulmányokon felül további szakmai tudás megszerzésére. A szakkollégium tanfolyamain a rendes egyetemi képzést jól kiegészítő elméleti és főként gyakorlati ismeretekre tehetnek szert a résztvevők. A szakkollégium olyan értelmiségi műhely szerepét igyekszik betölteni, ahol a tagok amellett, hogy elhivatottak a szakmájuk iránt, magukénak érzik az értékteremtés, az építkezés, a jobbátevés gondolatát, tudásukat, hozzáállásukat készek továbbadni.   
A szakkollégiumon belül működő szakmai körök a projektmunkák és a rendszeresen végzett szakmai munkák inkubátorai. A szakkollégium megteremti a feltételeket az önálló ötletek, elképzelések megvalósításához, cserébe a szakmai munka minőségének megtartását illetve színvonalának emelését várja el a közösség tagjaitól. A szakkollégisták igénybe vehetik a szakkollégium széles eszköztárát, műhelyeit és könyvtárát. 

## A szakkollégium felépítése
A Simonyi Károly Szakkollégium a Schönherz Szakkollégiumból és a Schönherz Kollégium 20-30, esetenként 40 éves múltra visszatekintő szakmai köreiből jött létre. Tagjai a villamosmérnöki és informatikai szakma közel teljes palettáját művelik.
- AC Studio & Live Archiválva 2019. szeptember 3-i dátummal a Wayback Machine-ben rendezvényhangosítással, technikai lebonyolítással és stúdiós hangfelvétellel foglalkozó alapítókör.
- Budavári Schönherz Stúdió alapítókör profilja a videó- és hangfelvételek készítése és vágása, élő televíziós adások lebonyolítása.
- HA5KFU betűszó amellett, hogy az egyik alapítókört, rádióamatőr klubot jelöli, egyben a hívójelük is. A szakkollégium legrégebben alapult köre.
- Kir-Dev 2009-ben az akkor már 8 éve működő webfejlesztéssel foglalkozó kör is csatlakozott a szakkollégiumhoz a Kollégiumi Információs Rendszer Fejlesztői és Üzemeltetői csapat.
- Lego kör robotikával, illetve többek közt alternatív irányítási módszerekkel, űrtechnológiával és mesterséges intelligenciával foglalkozó, projektorientált  2008-ban már a szakkollégiumban alakult kör.
- Menedzsment kör
- schdesign UI, UX, illetve digitális designnal foglalkozó kör, a szakkollégium kreatív alkotóműhelye.
- Schönherz Elektronikai Műhely Archiválva 2020. december 17-i dátummal a Wayback Machine-ben (SEM) műegyetemisták számára hozzáférhető, jól felszerelt elektronikai műhelyt működtető körünk, mely az alapító Rádiótechnikai Diákkör jogutódja .
- SPOT 2015-ben a Schönherz Zoltán Kollégium fotóköre is csatlakozott a szervezethez, akik rendezvényfotózás mellett saját műtermükben is készítenek fényképeket.

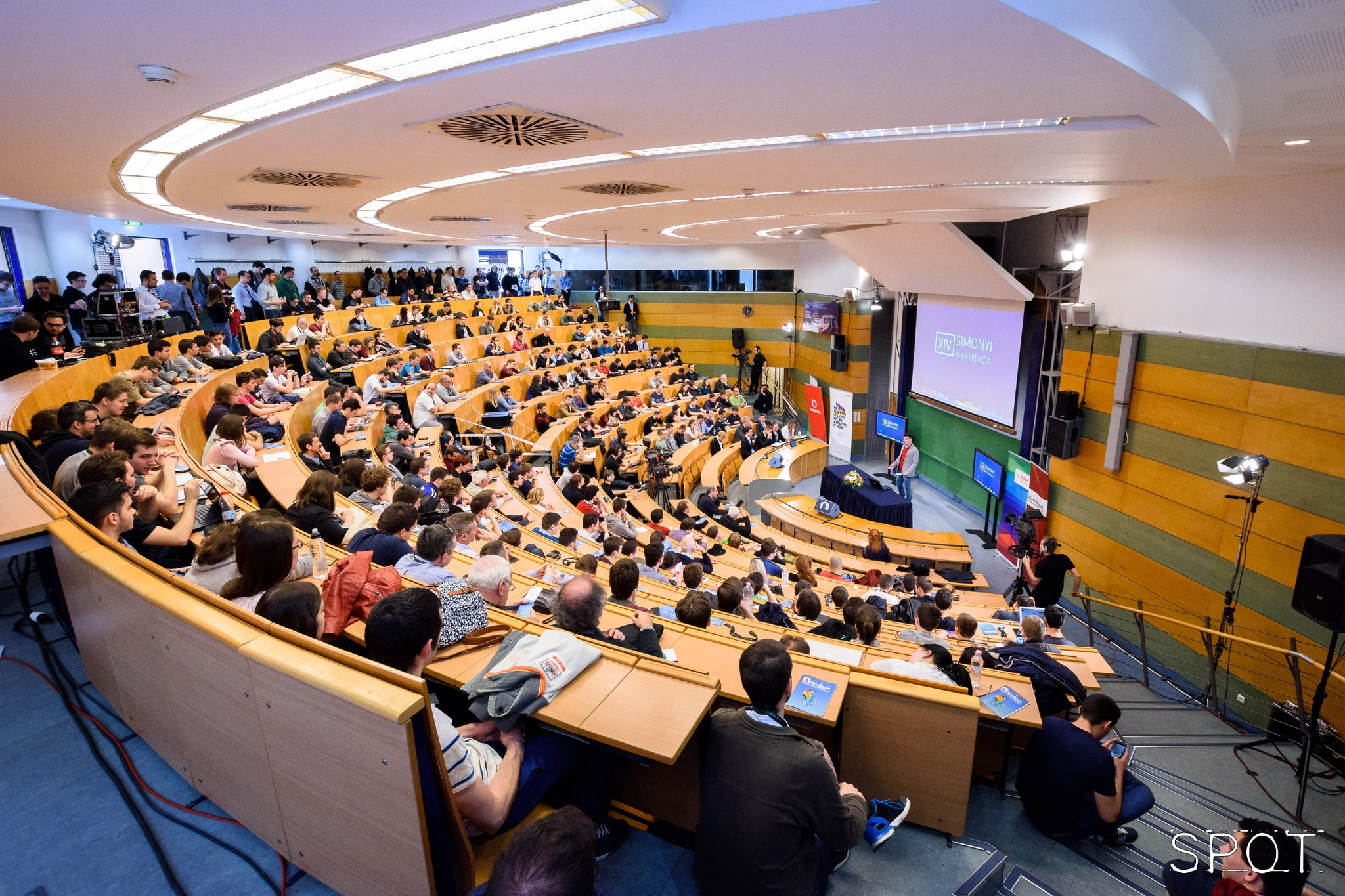
Simonyi Konferencia 2019 – Fotó: SPOT

A szakkollégium kapcsolata az ipari partnerekkel igen szoros, hiszen jelentős számban a szakma jeles képviselői a Szakkollégium köreiből, illetve a Kollégiumból és az Egyetemről került ki.

## A névadó
Simonyi Károly a szakkollégisták számára nem csak a szakma iránt érzett tisztelete és elkötelezettsége miatt, alapos, jól felépített és mesterien megtartott, mérnökgenerációk számára emlékezetes előadásai, valamint a tanítás iránt érzett elhivatottsága miatt meghatározó. 2003 tavaszán az iránta érzett tisztelettől vezérelve vette fel szakkollégium a nevét.

## Simonyi Konferencia

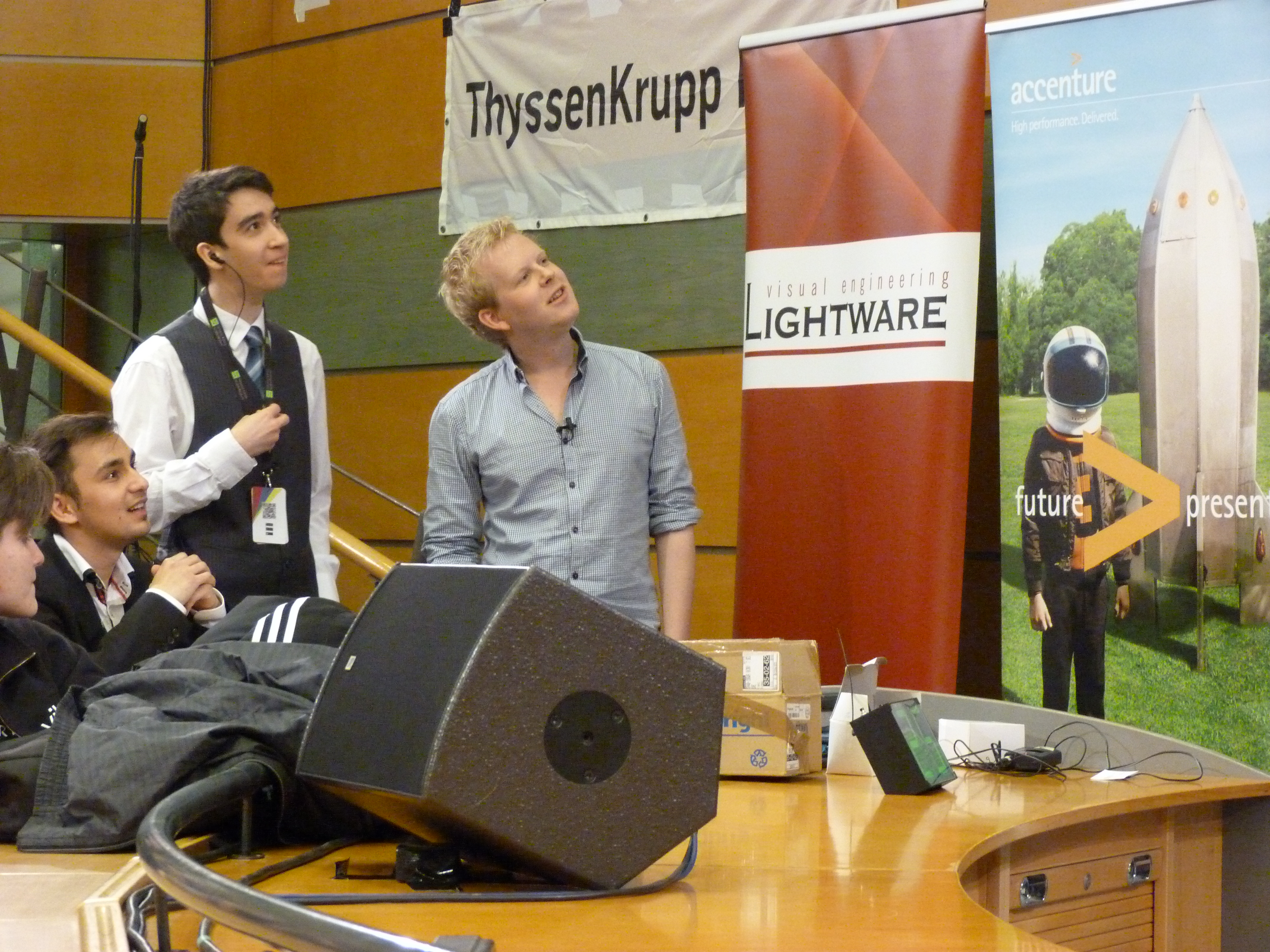
Jan Jongboom a Simonyi Konferencián – 2014

2023-ban már huszadik alkalommal rendezte meg a Simonyi Szakkollégium a Simonyi Konferenciát, mely Magyarország legnagyobb, kizárólag egyetemi hallgatók által rendezett éves szakmai rendezvénye [hiv.].
. A rendezvény célja, hogy az érdeklődők számára bemutassa a villamosmérnöki és informatikai szakma legújabb fejlesztéseit és kihívásait olyan előadások keretében, amelyek szakterülettől függetlenül mindenki számára könnyen érthetőek és élvezhetőek.
A konferencia előadásai döntő többsége szabadon megtekinthetők a Budavári Schönherz Stúdió archív adásai közt vagy a szakkollégium youtube oldalán.
- 2023
- 2022
- 2021
- 2019
- 2018 Archiválva 2020. december 5-i dátummal a Wayback Machine-ben
- 2017[halott link]
- 2016 Archiválva 2021. március 2-i dátummal a Wayback Machine-ben
- 2015 Archiválva 2020. október 1-i dátummal a Wayback Machine-ben
- 2014 Archiválva 2020. október 30-i dátummal a Wayback Machine-ben
- 2013 Archiválva 2021. május 11-i dátummal a Wayback Machine-ben
- 2012 Archiválva 2020. augusztus 3-i dátummal a Wayback Machine-ben
- 2011[halott link]

## Díjai, elismerései
- Junior Prima díj (2009) Magyar oktatás és köznevelés kategóriában.

## Külső hivatkozások
- A legfrissebb hírek, induló képzések a Simonyi Károly Szakkollégium honlapján, illetve facebook oldalán találhatóak.
- A Simonyi Konferencia honlapja